# 清除精神污染
清除精神污染，簡稱「清污」，是1983年中华人民共和国的一场短暂政治运动，由中国共产党党内左派保守人士所发动，主要针对文艺界、思想界，目的是为抵制当时社会“新启蒙运动”过程中开始广泛萌芽的“异化”现象，反对倡导人道主义、反对接受市場经济理论、反对提倡艺术美学的自由主义倾向。該運動是社會主義異化論風波的發展和深化，標誌著文化大革命後出现分化的政治思想及文化各派別的緊張關係，政治上著重於相關政治理論作品是否能送审通过的言論审查制度；而處理「什麼該清、什麼不該清」的政治過程，後來也影響到中國共產黨內部各派別的爭論，和對胡耀邦處理手法的評價。

## 背景

### 思想解放运动
文化大革命结束，1977年起邓小平、胡耀邦等人主导了拨乱反正，其中1978年的“真理标准大讨论”确立了“解放思想”和“實事求是”的指導思想，促成了一次全社会的思想解放运动，成为席卷1980年代中国大陆的“新启蒙运动”的起点。1978年底，十一屆三中全會確立以經濟建設為中心，改革开放正式启动，要求 “多方面地改变同生产力发展不适应的生产关系和上层建筑，改变一切不适应的管理方式、活动方式和思想方式，因而是一场广泛、深刻的革命”。政治、經濟指導思想上的鬆動帶來了文藝、新聞、理論界的相對自由。

#### 文藝界
对文革的反思与对自由的宣扬成为了一种社会思潮。当时流行的“伤痕文学”意為批判过去极左路线给人们心灵、家庭、社会所造成的伤痕。《苦恋》是伤痕文学中高层次的代表作，是军人作家白桦写的一个电影剧本，发表在 1979年9月出版的文学刊物《十月》上，後翻拍為電影。主人公在文化大革命中更备受折磨。他女儿在逃亡國外前曾反问父亲：“您爱这个国家，苦苦恋着这个国家，可这个国家爱您吗？”主人公无法回答，以“一个硕大无比的问号”為劇終。

#### 新聞界
此时的《人民日报》是以胡绩伟为社长的中共改革派的阵地。胡绩伟从1979年开始，他就黨報應該堅持“党性”還是“人民性”的問題提出了一系列的看法，认为“人民性高于党性”、“党性来源于人民性”、“没有人民性，就没有党性”。
1980年8月15日，《人民日报》发表作者名为「汝信」的文章《人道主义就是修正主义吗？——对人道主义的再认识》，对所谓的“人道主义”给予肯定。这篇影响力较大的文章发表后，人道主义成为了一个学界经常讨论的话题。

#### 理論界
以《光明日报》1980年10月連續三天登載的若干政治改革文章為例，知識份子開始可以發表敏感尖銳的政治改革建議。如严家其《改革政治制度，需要研究政体问题》、吴明瑜《研究世界政治是改革的需要》、鲍彤《对官僚主义的认识不能停留在过去的水平上》 。

### 解放遭遇阻力
尽管解放思想成為改革方向，但是解放程度依舊是在中共控制之下。 譬如在1979年理論務虛會上的过激言词，以及西单民主墙引发的群众请願後，鄧小平發表了《坚持四项基本原则》的长篇讲话，同時逮捕異見人士魏京生、民主墙也遭取缔。此后，邓小平在1980年1月的《目前的形势和任务》讲话中认为，需要认真注意一些社会思潮，特别是一些年轻人中的思潮，并点名批评西单民主墙。邓小平认为，“党离不开人民，人民也离不开党，这不是任何力量所能够改变的。确实，在这个问题上，现在也很有些思想混乱，有些青年，迷信资本主义社会的所谓民主。一九五七年就有个‘轮流坐庄’的说法，现在那些所谓‘民主派’，‘西单墙’那批人，也在做这个文章。所以，现在要把这个问题讲清楚。从根本上说，没有党的领导，就没有现代中国的一切”。
在波蘭事件後，1980年12月中央工作会议接受了“缓改革”的建议，而后一些坚持“商品经济”看法的经济学家受到批评，中共同時加强了对意识形态的控制，突出的事例是1981年对《苦恋》的批判，以及对青年诗人叶文福的批评。1981年1月23日，胡乔木在中国社会科学院的讲活中開始批評胡绩伟的“黨性和人民性”的言論，成為了清除精神污染運動前奏。当时高压环境下，流行歌曲也被成为“靡靡之音”的“黄色歌曲”。1982年，人民音乐出版社还专门出版了一本名为《怎样鉴别黄色歌曲》的小册子。

## 經過
清除精神污染標誌的是文化大革命后在共產黨內部的短暫的思想及意見自由解放後再次受到言論檢查的內部處理，後在也影響了在1989年六四運動中對言論自由的要求，其中六四運動學生的訴求就包括要批判1983年的清除精神污染運動，並讓中國公民能夠享有出版非官方媒體的自由並中止對媒體的言論檢查。清除精神污染的活動主要是以審查制度的批評及執行為主，主張取消審查制度的被視為是鼓勵不當的精神污染，而清除所謂精神污染的作法都是以內容審查後不予發表或演出的方式進行。在稿件是否能刪改通過審查發表於內刊，成為清除精神污染的主要工作。

### 酝酿

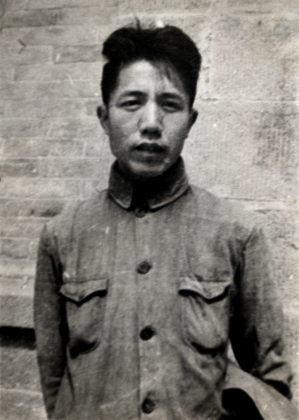
周扬的文章成为了事件的导火线。

1983年3月7日，周扬纪念马克思逝世一百周年学术报告会上发表题为《关于马克思主义的几个理论问题的探讨》的演讲稿，该演讲稿实为王元化、王若水、顾骧三人起草。第二天，报告会组织方突然要求延长两天，理由是中宣部有反对意见。之后的两天会议中，出现4个针对周扬的批判发言。3月10日，中共当时的意识形态主管胡乔木到周扬家谈话，夏衍、贺敬之、郁文、王若水等在场。胡乔木当场未有对文章发表批评意见，但实际上回去后对他人提出他的异议。
并不知情的王若水等人，认为胡乔木没有反对意见。于是1983年3月16日，周扬的文章在人民日报发表，当天中宣部长邓力群批评王若水不应该发表文章。
3月26日中宣部会议上，邓力群宣读宣布中宣部为《人民日报》刊登周扬文章一事给书记处的报告，认为文章错误的主要负责人是周扬、秦川、王若水三人。报告决议应该组织力量，撰写“学术讨论会上持不同观点的文章”，要求将王若水调出《人民日报》，批评周扬的不负责态度。会议上，周扬与胡乔木直接发生言语冲突。经过此会，胡乔木实际上清除了文革以来《人民日报》内的改革派，控制了《人民日报》。
在之后的几个月里，胡乔木、邓力群与周扬、秦川、王若水多次争辩，未有结果。4月20日，胡乔木、邓力群曾把反对周扬文章的研究材料上报中共中央书记处，受到胡耀邦的阻拦。胡认为，讨论应该限制在学术层面。于是胡乔木和邓力群绕过书记处直接找邓小平。在获得邓小平肯定后，二人组织批评材料。9月7日上午，邓小平通知邓力群协助整理二中全会讲话稿，邓力群带上龚育之、郑惠、卢之超等人为邓小平组织材料撰写讲话稿。
在中共第十二届二中全会上，与会者讨论通过《中共中央关于整党的决定》，要求“同资产阶级腐朽思想和制造精神污染的行为作斗争”，陈云发表了《不搞精神污染》的讲话。会议的最后一天10月12日上午，邓小平使用之前邓力群准备的讲话稿《党在组织战线和思想战线上的迫切任务》，特别提出“思想战线不能搞精神污染”。下午的会议上，邓力群、胡乔木发言，批评王若水，尤其是人道主义和异化论。为了让与会者容易理解“异化”，会议组织者从《大英百科全书》找到异化的内容，印发给与会者。由于上午邓小平刚刚批评过精神污染，与会者大多对邓力群方的发言表示赞同。之后在会议本已结束的情况下，针对“清除精神污染”的讨论会又开了2天。

### 过程
1983年10月19日，报纸开始报导李先念在全国工会十大上的致词，其中提到职工应当“抵制和克服各种精神污染”。10月22日《人民日报》头版头条用大字标题刊登文章《保持工人阶级本色，抵制各种精神污染》次日，《人民日报》的社论也谈到了“精神污染”。
10月24日，中央书记处发出了《转发邓小平同志、陈云同志讲话的通知》，把“不搞精神污染”提升为“清除精神污染”。当天《人民日报》头版首要位置有两条新闻：“中共中央召开党外人士座谈会，彭真受党中央委托就整党和清除精神污染做重要讲话”、“王震在中央社会主义学院成立大会上指出，清醒认识当前思想理论战线形势，坚决防止和清除各种精神污染”。
10月25日，《人民日报》头版头条新闻《王震在两个会议上传达邓小平同志的指示，高举马克思主义社会主义旗帜，防止和清除思想战线精神污染》，提及“清污”是邓小平提出的。其后《人民日报》上满布“清污”新闻。由于词语使用过于频繁，以致《人民日报》排字房的“精神污染”四个字的铅字不够当天报纸排版使用。
胡乔木、邓力群以权力迫使周扬接受新华社记者采访，谈邓小平反对“精神污染”问题的看法的方式，检讨自己的错误。1983年11月6日，此采访发表，不久后周扬病重入院。

### 内容
清除精神污染主要在理论界和文艺界中进行，在该运动中，很多文艺作品遭到批判。与此同时，凡是穿牛仔裤、跳迪斯科、留长发、唱邓丽君的流行歌曲等都被称作“精神污染”。
在清污运动中，科幻小说在行政上被定性为 “精神污染”，受到直接正面的打击。批评声浪包括，“资产阶级自由化思潮和商品化的倾向，正在严重地侵蚀着我们的某些科幻创作”、“极少数科幻小说，已经超出谈论‘科学’的范畴，在政治上表现出不好的倾向”。钱学森也曾多次表示，科幻是个坏东西，因为科学是严谨的，幻想却没有科学的规范。出版管理机关多次发文禁止刊发科幻小说，相关杂志纷纷停刊整顿。“中国科幻文学之父”郑文光曾于1978年出版《飞向人马座》，但在“清污”运动后，因中风导致瘫痪、从此停止创作。此外，中国科幻先驱叶永烈曾于1978年出版《小灵通漫游未来》，成为整整一代人的科学启蒙书，但“清污”运动后叶永烈退出科幻圈。
在活动的高峰期，《瞭望》周刊封面因为刊登世界冠军的女子体操运动员在高低杠上的动作，在一些地方当作“黄色照片”被收缴。有地方将一岁小孩不穿衣服的照片定性为“淫秽照片”。

### 结束
11月14日，胡耀邦、赵紫阳在中央书记处对“清污”正式发表讲话，提出限制清除精神污染。1983年11月中旬的一个晚上，时任中国青年报社社长的佘世光拜访胡耀邦，谈及“清污”现状，胡表示担忧。佘世光回报社后立即布置撰写评论员文章《污染须清除，生活要美化》，11月17日刊登。此社论及后来的数篇文章，对清除精神污染运动提出批评。从10月12日到11月17日，清污运动的高潮期持续了27天。12月20日，胡耀邦在中央书记处会议上总结，称邓小平的清污决定是对的，但是在下级执行时出现了偏差。12月31日，中共中央发出《关于在清除精神污染中正确对待宗教问题的指示》。这实际上标志着“清除精神污染”运动的结束。

## 后续
- 胡乔木等人并没有罢手。1984年1月3日，胡乔木做题目为《关于人道主义和异化问题》演讲，主题同样是批评周扬等人，此内容之后在《人民日报》发表[28]。

- 胡績偉于1983年10月，向中央提出了辞去《人民日报》社长职务的请求。

- 胡耀邦在“清除精神污染”运动过后，继续在不同场合如接洽日本外宾时提及运动的过度扩大化，引起邓小平的不满，更得罪陈云等保守派。1986年邓小平开始认为“如果说这几年我有什么错误的话，就是把胡耀邦这个人看错了。”胡耀邦最终在反对资产阶级自由化运动中下台[39]。

## 评价
- 1983年10月12日，在中共十二届二中全会上，邓小平作了题为《党在组织战线和思想战线上的迫切任务》的讲话。邓小平在讲话中说：[40]

“理论界和文艺界还有不少问题，还存在着相当严重的混乱，特别是存在精神污染现象。”
“精神污染的实质是散布形形色色的资产阶级和其它剥削阶级腐朽没落的思想，散布对社会主义、共产主义事业和对于共产党领导的不信任情绪。”
“有一些同志热衷于谈论人的价值、人道主义和所谓异化，他们的兴趣不在批评资本主义而在批评社会主义。”
“资产阶级常常标榜他们如何讲人道主义，攻击社会主义是反人道主义。我们没有想到，我们党内有些同志也抽象地宣传起人道主义、人的价值等等来了。”
“至于‘异化’马克思在发现剩余价值规律以后，曾经继续用这个说法来描写资本主义社会中工人的雇佣劳动，意思是说工人的这种劳动是异己的，反对工人自己的，结果只是使资本家发财，使自己受穷。现在有些同志却超出资本主义的范围，甚至也不只是针对资本主义劳动异化的残余及其后果，而是说社会主义存在异化……说社会主义在自己的发展中由于社会主体的自身活动，不断产生异己的力量。……这实际是引导人们去批评、怀疑和否定社会主义，使人们对社会主义、共产主义的前途失去信心，认为社会主义和资本主义一样没有希望。”
“人道主义和异化论，是目前思想界比较突出的问题。”
- 作家巴金在“清除精神污染”运动爆发后惊呼：“‘文革’又来了！”[41][42][43]
- 运动开始之初，坊间流传一句顺口溜：“精神污染是个筐，什么都往里面装。”[44][45] 以此讽刺运动扩大化，波及社会经济和百姓生活爱好[44][46]。
- 2009年在《中华读书报》上刊登的一篇文章认为，“清除精神污染”运动使刚刚蓬勃发展的中国科幻作品一蹶不振。其中说：“1978年，其兴也勃，1983年，其亡也忽。虽然1980年代后期，新一代科幻作家开始成长，并时有佳作，但再也没有恢复到1978年的 ‘举国繁荣’，直到今天”[47]。